# Gemeindebibliothek Salazie

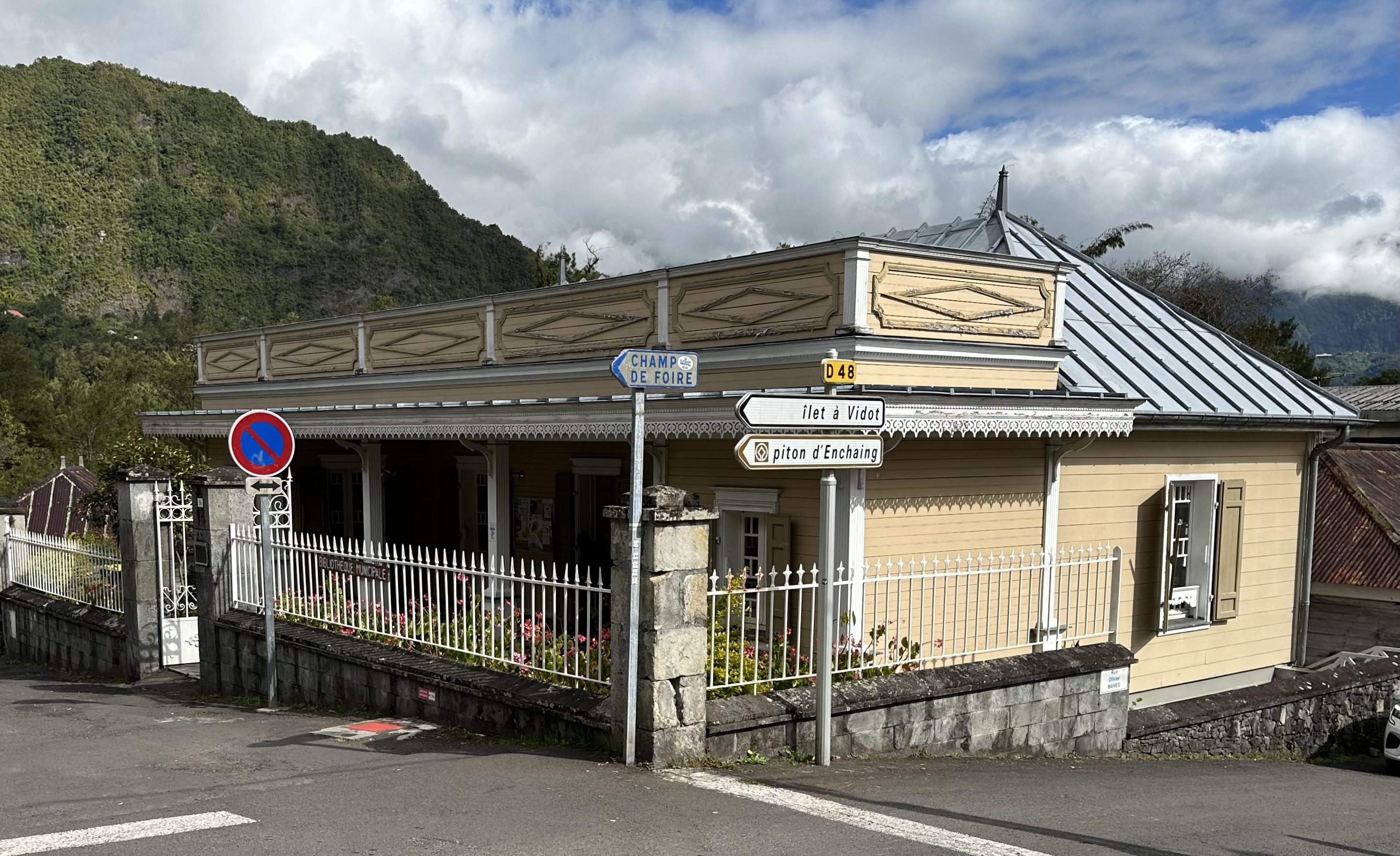
Gemeindebibliothek, 2024

Die Gemeindebibliothek Salazie (französisch Bibliothèque municipale de Salazie) ist die in einem historischen Gebäude ansässige öffentliche Bibliothek der Gemeinde Salazie auf der im Indischen Ozean gelegenen französischen Insel Réunion.

## Lage
Die Bibliothek befindet sich an der Adresse 56 rue du Général de Gaulle in der zur Gemeinde Salazie gehörenden Ortschaft Hell-Bourg, an der nordwestlichen Ecke der Kreuzung von rue du Général de Gaulle und rue Olivier Manés, am westlichen Ende von Hell-Bourg.

## Geschichte
Das heutige Bibliotheksgebäude entstand als Nebengebäude des 1860 errichteten Militärkrankenhauses Salazie. Im Nebengebäude wohnten der Chirurg und der Buchhalter des Krankenhauses. Das Krankenhaus wurde 1908 geschlossen und ab 1920 als Hôtel des Salazes genutzt. 1986 erfolgte eine Stilllegung des Hauptgebäudes, das seit dem leer steht.
Das Nebengebäude wurde jedoch zur Bibliothek umgenutzt, die 1991 eröffnet wurde.

## Bibliotheksnutzung
Die Bibliothek beherbergt auf zwei Etagen eine Abteilung für Erwachsene und eine für Kinder und Jugendliche. Insgesamt umfasst der Bestand 25.000 Bände. Die Gemeindebibliothek ist auch in der Bildungs- und Kulturarbeit aktiv.